# 橋立 (織物見本帖)

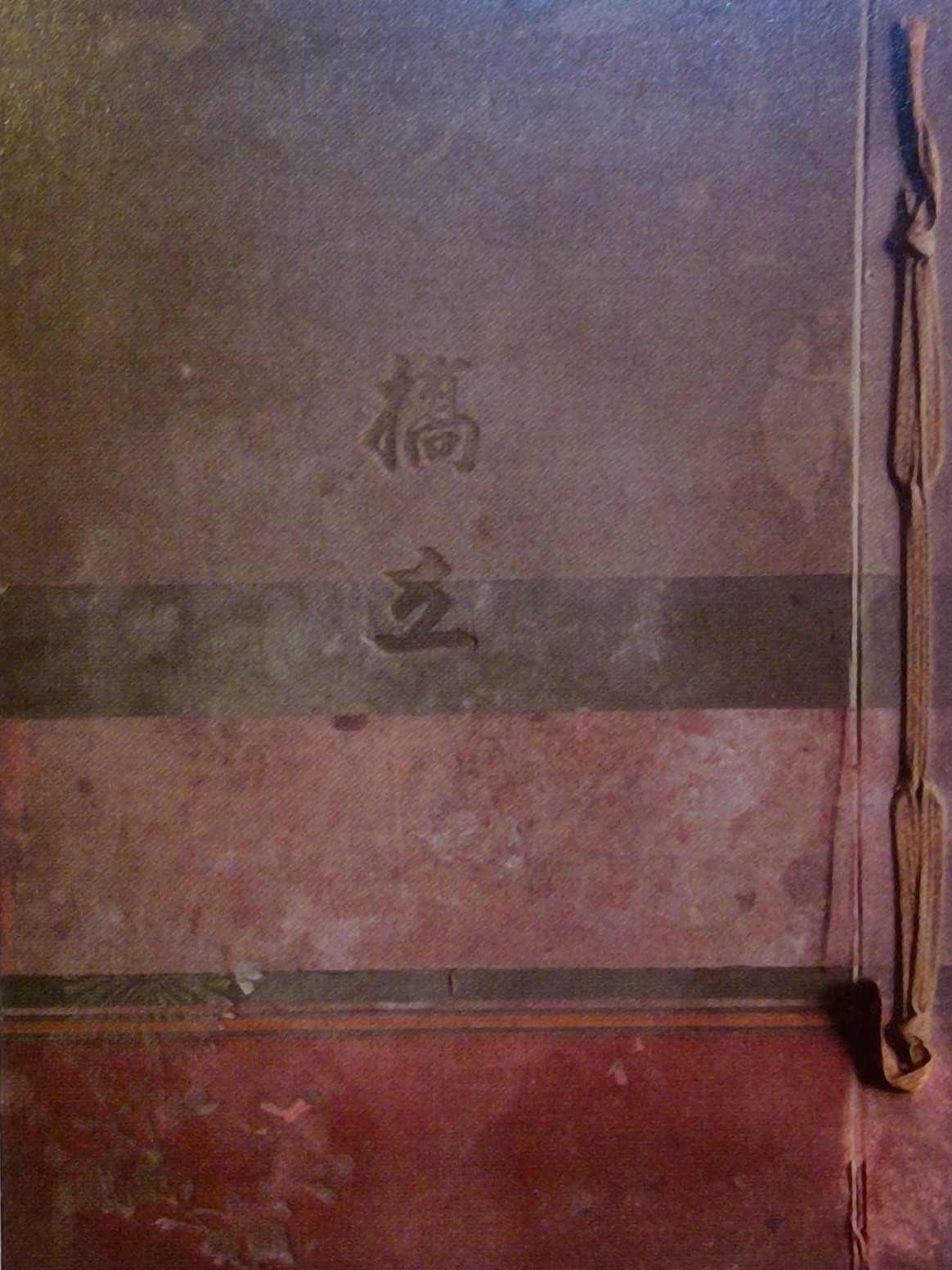
織物見本帖「橋立」の表紙

橋立（はしだて）は、日本遺産「丹後ちりめん回廊」を構成する48の文化財のひとつで、登録名称は、織物見本帖「橋立」。明治から大正時代にかけて京都府北部の丹後地方で製織された絹織物の生地見本帖で、当時の丹後ちりめんの生地の国内向け生地見本のほか、海外向けに製織された製品も示されている。
2017年（平成29年）4月、文化庁により、地域の歴史的魅力や特色を通じて日本の文化・伝統を語るストーリー「日本遺産」の「丹後ちりめん回廊」を構成する文化財のひとつに認定された。

## 概要
丹後ちりめんの始祖のひとつ加悦谷（京都府与謝郡与謝野町）系統を代表する大規模な織物工場・西山機業場で製織された、あるいは丹後地方一帯で製織されたと考えられる明治時代末期から大正時代初期にかけての織物65点を収める。縦37.6センチメートル、横27.1センチメートルで、1冊で構成される。表題の「橋立」は、丹後地方を代表する景勝地、天橋立を意識したものと思われる。
掲載されている65点のうち、8点が実用新案登録されており、その登録年は1906年（明治39年） - 1908年（明治41年）となっている。
海外向けと思われる生地は20点あり、柄を織り込んで刺繍のように見せた縫取や、芯の糸に別の糸を巻き付ける壁糸の技法を用いたものが多い。丹後ちりめんは、1900年（明治33年）第5回パリ万国博覧会で、口大野村（京丹後市大宮町）の鵜飼源右衛門が銅賞を受賞したほか、1903年（明治36年）第5回内国勧業博覧会などで多数の受賞者を出しており、海外輸出を念頭においた製織がされた時代であったことがうかがえる希少な資料となっている。

## 収録品名
明治時代、織物に使われる生糸は重要な輸出品となったため、国内の一般庶民向けの織物に使用する生糸は不足し、生糸のくずやくず繭を原料に用いた紡績糸や綿糸など、絹糸以外の素材を用いた織物が考案された。見本帖には、海外向けに考案された洋風の織物、絹糸のみで織られた本縮緬のほか、こうした国内向けの安価な織物も多数掲載されている。
織物見本帖「橋立」には、ページ数は付記されていない。ここでは便宜上、台紙の順に仮番を付して掲載順を記載した。なお、1枚の台紙に、生地見本は最多6枚貼りつけられている。